# Nána
Nána is een Slowaakse gemeente in de regio Nitra, en maakt deel uit van het district Nové Zámky.
Nána telt 1187 inwoners.